# Diecezja Quilon
Diecezja Quilon – diecezja rzymskokatolicka w Indiach. Została utworzona w 1329, zlikwidowana w 1533, aby ustanowić diecezję Goa. Odrodzona w 1845 jako wikariat apostolski, promowana do rangi diecezji w 1886.

## Ordynariusze
- Jordanus Catalani (1329–1336)
- Bernardino Baccinelli of St. Teresa, (pro-wikariusz apostolski, 1845–1853)
- Bernardino Pontanova of St. Agnes, (1853)
- Maurice of St. Albert, (1854)
- Charles Hyacinth Valerga, (1854–1864)
- Ephrem-Edouard-Lucien-Théoponte Garrelon, (1868 – 1870)
- Ferdinand Maria Ossi, (1883 – 1905)
- Luis María (Alberic Ludwig) Benziger, (1905 – 1931)
- Vincent Victor Dereere, (1936 – 1937)
- Jerome M. Fernandez (1937 – 1978)
- Joseph Gabriel Fernandez (1978 – 2001)
- Stanley Roman (2001 - 2018)
- Paul Anthony Mullassery (od 2018)